# ガブリエウ・シウヴァ・モスカルド・デ・サーリス
ガブリエウ・モスカルド（Gabriel Moscardo）ことガブリエウ・シウヴァ・モスカルド・デ・サーリス（Gabriel Silva Moscardo de Salles, 2005年9月28日 - ）は、ブラジル・サンパウロ州タウバテ出身のプロサッカー選手。SCブラガ所属。ポジションはミッドフィールダー。

## 経歴

### クラブ
サンパウロ州のタウバテで生まれ、2015年にアトレタ・シダドンに所属し、2017年にコリンチャンスの下部組織に入団した。
2023年6月28日、コパ・リベルタドーレスのリヴェルプール戦に途中出場し、トップチームデビュー。7月2日、リーグ第13節のレッドブル・ブラガンチーノ戦に先発出場し、セリエA初出場。
若くしてトップチームで活躍し評価を高め、複数のヨーロッパのビッグクラブからの関心が報じられていた。2024年1月25日、パリ・サンジェルマンFCに移籍した。契約期間は2028年6月までの4年半で、2024年6月まではレンタルの形でコリンチャンスに残留する。
2024-25シーズンからPSGに合流したが、2024年8月21日、スタッド・ランスにローン移籍することが発表された。買い取りオプションは設定されていない。
2025年7月19日、SCブラガにレンタル移籍した。

### 代表
2023年9月、U-23ブラジル代表に召集され、7日に行われたモロッコとの親善試合で世代別代表初出場。

## 個人成績
| 国内大会個人成績 | 国内大会個人成績 | 国内大会個人成績 | 国内大会個人成績 | 国内大会個人成績 | 国内大会個人成績 | 国内大会個人成績 | 国内大会個人成績 | 国内大会個人成績 | 国内大会個人成績 | 国内大会個人成績 | 国内大会個人成績 |
| 年度             | クラブ           | 背番号           | リーグ           | リーグ戦         | リーグ戦         | リーグ杯         | リーグ杯         | オープン杯       | オープン杯       | 期間通算         | 期間通算         |
| 年度             | クラブ           | 背番号           | リーグ           | 出場             | 得点             | 出場             | 得点             | 出場             | 得点             | 出場             | 得点             |
| ブラジル         | ブラジル         | ブラジル         | ブラジル         | リーグ戦         | リーグ戦         | ブラジル杯       | ブラジル杯       | オープン杯       | オープン杯       | 期間通算         | 期間通算         |
| ---------------- | ---------------- | ---------------- | ---------------- | ---------------- | ---------------- | ---------------- | ---------------- | ---------------- | ---------------- | ---------------- | ---------------- |
| 2023             | コリンチャンス   | 44               | セリエA          | 18               | 1                | 2                | 0                | -                | -                | 20               | 1                |
| 2024             | コリンチャンス   | 44               | セリエA          | 2                | 0                | -                | -                | -                | -                | 2                | 0                |
| フランス         | フランス         | フランス         | フランス         | リーグ戦         | リーグ戦         | F・リーグ杯      | F・リーグ杯      | フランス杯       | フランス杯       | 期間通算         | 期間通算         |
| 2024-25          | スタッド・ランス | 19               | リーグ・アン     | 6                | 0                | -                | -                | 3                | 1                | 9                | 1                |
| 通算             | ブラジル         | ブラジル         | セリエA          | 20               | 1                | 2                | 0                | -                | -                | 22               | 1                |
| 通算             | フランス         | フランス         | リーグ・アン     | 6                | 0                | -                | -                | 3                | 1                | 9                | 1                |
| 総通算           | 総通算           | 総通算           | 総通算           | 26               | 1                | 2                | 0                | 3                | 01               | 31               | 2                |